# Overgangsklasse hockey dames 2017/18
Het seizoen 2017/18 van de Overgangsklasse hockey bij de dames ging van start op 10 september 2017 en zal duren tot 13 mei 2018. Aansluitend vinden play offs voor het algehele kampioenschap en promotie plaats.
In het voorgaande seizoen degradeerden Pinoké en MOP uit de Hoofdklasse. Vanuit de Eerste klasse promoveerden Cartouche, Alecto en Weert.

## Poule A
Stand
| pos | club            | gs | w  | g | v  | pnt | dv | dt | ds  |
| --- | --------------- | -- | -- | - | -- | --- | -- | -- | --- |
| 1.  | Rotterdam       | 22 | 12 | 7 | 3  | 43  | 38 | 26 | +12 |
| 2.  | HIC             | 22 | 12 | 6 | 4  | 42  | 44 | 28 | +16 |
| 3.  | MOP             | 22 | 13 | 2 | 7  | 41  | 47 | 40 | +7  |
| 4.  | Victoria        | 22 | 12 | 5 | 5  | 41  | 54 | 33 | +21 |
| 5.  | Almere          | 22 | 11 | 4 | 7  | 37  | 47 | 37 | +10 |
| 6.  | Leonidas        | 22 | 9  | 8 | 5  | 35  | 41 | 39 | +2  |
| 7.  | HBS             | 22 | 7  | 8 | 7  | 29  | 42 | 43 | -1  |
| 8.  | Voordaan        | 22 | 7  | 6 | 9  | 27  | 34 | 34 | 0   |
| 9.  | Union           | 22 | 4  | 9 | 9  | 21  | 34 | 41 | -7  |
| 10. | Rood-Wit        | 22 | 5  | 5 | 12 | 20  | 30 | 39 | -9  |
| 11. | Cartouche       | 22 | 5  | 3 | 14 | 18  | 27 | 48 | -21 |
| 12. | Ring Pass Delft | 22 | 2  | 3 | 17 | 9   | 20 | 50 | -30 |

Legenda
| Kleur | Kwalificatie voor                                   |
| ----- | --------------------------------------------------- |
|       | Kampioen overgangsklasse, promotie naar hoofdklasse |
|       | Play-offs om promotie naar de hoofdklasse           |
|       | Plaatsing voor promotieklasse                       |
|       | Play-offs om plaatsing voor de promotieklasse       |
|       | Play-offs tegen degradatie naar de eerste klasse    |

### Topscorers
| pos | Speler              | Club     | Goals |
| --- | ------------------- | -------- | ----- |
| 1.  | Demi Hilterman      | HBS      | 21    |
| 2.  | Daphne Voormolen    | Victoria | 16    |
| 3.  | Puck Hooijer        | Almere   | 11    |
| 4.  | Lucca van der Hoorn | Almere   | 10    |
|     | Yvette Willems      | Almere   | 10    |
|     | Colette de Beaumont | MOP      | 10    |

## Poule B
Stand
| pos | club              | gs | w  | g | v  | pnt | dv | dt | ds  |
| --- | ----------------- | -- | -- | - | -- | --- | -- | -- | --- |
| 1.  | Pinoké            | 22 | 19 | 2 | 1  | 59  | 60 | 20 | +40 |
| 2.  | HGC               | 22 | 15 | 4 | 3  | 49  | 73 | 34 | +39 |
| 3.  | Were Di           | 22 | 12 | 8 | 2  | 44  | 41 | 18 | +23 |
| 4.  | Push              | 22 | 13 | 2 | 7  | 41  | 62 | 36 | +26 |
| 5.  | Klein Zwitserland | 22 | 12 | 5 | 5  | 41  | 56 | 32 | +24 |
| 6.  | Terriërs          | 22 | 8  | 7 | 7  | 31  | 40 | 44 | -4  |
| 7.  | Tilburg           | 22 | 8  | 3 | 11 | 27  | 35 | 41 | -6  |
| 8.  | Helmond           | 22 | 6  | 2 | 14 | 20  | 28 | 47 | -19 |
| 9.  | Wageningen        | 22 | 5  | 4 | 13 | 19  | 25 | 38 | -13 |
| 10. | QZ                | 22 | 3  | 8 | 11 | 17  | 22 | 42 | -20 |
| 11. | Alecto            | 22 | 3  | 3 | 16 | 12  | 25 | 64 | -39 |
| 12. | Weert             | 22 | 3  | 2 | 17 | 11  | 27 | 78 | -51 |

Legenda
| Kleur | Kwalificatie voor                                   |
| ----- | --------------------------------------------------- |
|       | Kampioen overgangsklasse, promotie naar hoofdklasse |
|       | Play-offs om promotie naar de hoofdklasse           |
|       | Plaatsing voor promotieklasse                       |
|       | Play-offs om plaatsing voor de promotieklasse       |
|       | Play-offs tegen degradatie naar de eerste klasse    |

### Topscorers
| pos | Speler              | Club              | Goals |
| --- | ------------------- | ----------------- | ----- |
| 1.  | Sterre Deetman      | Pinoké            | 19    |
| 2.  | Kiki de Ruiter      | Were Di           | 18    |
| 3.  | Kiki van der Kreek  | Push              | 12    |
|     | Anne van den Boomen | Klein Zwitserland | 12    |
| 5.  | Sabine van SIlfhout | Klein Zwitserland | 10    |

## Play-offs promotie
Na de reguliere competitie werd het seizoen beslist door middel van play-offs om te bepalen wie er promoveert naar de Hoofdklasse 2017/18. Er wordt gespeeld volgens het best-of-three principe: ieder duel moet een winnaar opleveren en staat er na de reguliere speeltijd een gelijke stand op het scorebord dan worden direct shoot-outs genomen).
Play off kampioenschap Overgangsklasse
| Datum                          | Wedstrijd          | Uitslag       | Scoreverloop | Scheidsrechters       |
| ------------------------------ | ------------------ | ------------- | --- | --------------------- |
| 20 mei 2018, 12:30, Rotterdam  | Rotterdam - Pinoké | 0 – 2 (0 - 1) | 12' Marjolein Ceulen (sc) 0-1, 39' Sterre Deetman (sc) 0-2.                                                                                | Vriens Van der Valk   |
| 26 mei 2018, 12:30, Amstelveen | Pinoké - Rotterdam | 4 – 1 (1 - 0) | 3' Sterre Deetman 1-0, 42' Sterre Deetman 2-0, 62' Cécile Knuvers 3-0, 64' Maria Jimena Cedres Lobbosco (sb) 3-1, 67' Dana Luykx (sc) 4-1. | De Bruijn Van Slooten |

Play off nummer 2 Overgangsklasse
| Datum                          | Wedstrijd | Uitslag       | Scoreverloop                                                                            | Scheidsrechters          |
| ------------------------------ | --------- | ------------- | --------------------------------------------------------------------------------------- | ------------------------ |
| 20 mei 2018, 12:30, Amstelveen | HIC - HGC | 1 – 3 (1 - 2) | 17' Belle Veenstra 1-0, 25' Luna Fokke 1-1, 33' Anne Abendroth 1-2, 50' Luna Fokke 1-3. | Feuth Van der Vlist      |
| 26 mei 2018, 12:30, Wassenaar  | HGC - HIC | 1 – 0 (0 - 0) | 51' Anne Abendroth 1-0.                                                                 | Poissonnier Engelbertink |

Heren: 1981/82 · 1982/83 · 1983/84 · 1984/85 · 1985/86 · 1986/87 · 1987/88 · 1988/89 · 1989/90 · 1990/91 · 1991/92 · 1992/93 · 1993/94 · 1994/95 · 1995/96 · 1996/97 · 1997/98 · 1998/99 · 1999/00 · 2000/01 · 2001/02 · 2002/03 · 2003/04 · 2004/05 · 2005/06 · 2006/07 · 2007/08 · 2008/09 · 2009/10 · 2010/11 · 2011/12 · 2012/13 · 2013/14 · 2014/15 · 2015/16 · 2016/17 · 2017/18 · 2018/19

Dames: 1981/82 · 1982/83 · 1983/84 · 1984/85 · 1985/86 · 1986/87 · 1987/88 · 1988/89 · 1989/90 · 1990/91 · 1991/92 · 1992/93 · 1993/94 · 1994/95 · 1995/96 · 1996/97 · 1997/98 · 1998/99 · 1999/00 · 2000/01 · 2001/02 · 2002/03 · 2003/04 · 2004/05 · 2005/06 · 2006/07 · 2007/08 · 2008/09 · 2009/10 · 2010/11 · 2011/12 · 2012/13 · 2013/14 · 2014/15 · 2015/16 · 2016/17 · 2017/18 · 2018/19